# Benito Pérez Galdós
Benito Pérez Galdós (Las Palmas de Gran Canaria, 1843. május 10. – Madrid, 1920. január 4.) spanyol író, a Spanyol Királyi Akadémia tagja.

## Életpályája
1943-ban született a Kanári-szigeteken. Édesapja katonatiszt volt. Fiatal korában beleszeretett az egyik unokatestvérébe, ezért a családja Madridba küldte jogot tanulni, de ő inkább írással foglalkozott. Ő az első spanyol nyelvű író, aki kizárólag a tollából élt meg. A XIX. század legnagyobb írójának tartják, amely elsősorban az Episodios Nacionales nevű történelmi regényfolyamnak köszönhető. Ezekben a művekben a spanyol múlt eseményeit eleveníti fel, oly módon, hogy közben korának társadalmi helyzetéről beszél. Emiatt hasonlítják életművét Balzachoz, Dickenshez és Zolához.
1897-től a Spanyol Királyi Akadémia tagja.

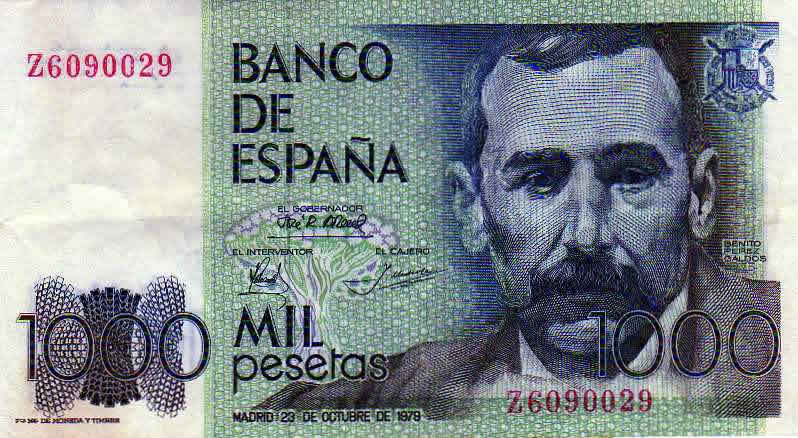
Benito Pérez Galdós portréja az 1979 és 1992 között kibocsátott spanyol 1000 pesetás bankjegy előoldalán.

1912-ben megvakult.

## Művei
- La sombra (1870)
- La Fontana de Oro (1870)
- El audaz (1871)
- Doña Perfecta (1876) – magyarul: Dona Perfecta, Bp., 1903
- Gloria (1877) – magyarul: Egy spanyol leány története, Bp., 1881
- La familia de León Roch (1878)
- Marianela (1878)
- La desheredada (1881)
- El doctor Centeno (1883)
- Tormento (1884)
- La de Bringas (1884)
- El amigo Manso (1882)
- Lo prohibido (1884–85)
- Fortunata y Jacinta (1886–87)
- Celín, Trompiquillos y Theros (1887)
- Miau (1888)
- La incógnita (1889)
- Torquemada en la hoguera (1889)
- Realidad (1889)
- Ángel Guerra (1890–91)
- Tristana (1892)
- La loca de la casa (1892)
- Torquemada en la cruz (1893)
- Torquemada en el purgatorio (1894)
- Torquemada y San Pedro (1895)
- Halma (1895)
- Misericordia (1897) – magyarul: Misericordia, Bp., 1919
- El abuelo (1897)
- La estafeta romántica (1899)
- Casandra (1905)
- El caballero encantado (1909)
- La razón de la sinrazón (1909)
- Episodios Nacionales

## Magyarul
- Egy spanyol leány története. Korrajzi regény a spanyol társadalomból, 1-3.; ford. Nagy István; Révai, Bp., 1881
- Elektra. Dráma; ford. Radó Antal; Lampel, Bp., 1901 (Magyar könyvtár)
- Dona Perfecta. Regény; ford. Huszár Vilmos; Athenaeum, Bp., 1903 (Az Athenaeum olvasótára)
- Az apácza. Regény; Révai-Salamon Ny., Bp., 1903
- Misericordia; ford. Hegedűs Arthur; Révai, Bp., 1919 (Világregények)
- Zaragoza ostroma. Történelmi regény; ford. Szász Béla; Móra, Bp., 1957
- Dona Perfecta. Regény; ford. Békéssy Gábor, utószó Herczeg Gyula; Európa, Bp., 1958
- Cádiz; ford. Halász Tünde, jegyz. Szőnyi Ferenc; Európa, Bp., 1984 (Századok, emberek)
- Tristana; ford., jegyz. Pávai Patak Márta; Patak Könyvek, Leányfalu, 2018 (Spanyol elbeszélők)